# Cuộc biểu tình của học sinh Vương quốc Liên hiệp Anh 2023
Cuộc biểu tình của học sinh Vương quốc Anh 2023 là một loạt các cuộc biểu tình, bày tỏ quan điểm và bạo loạn xảy ra khắp các trường trung học ở Vương quốc Anh vào tháng 2 và tháng 3 năm 2023. Các cuộc biểu tình được tổ chức nhằm phản đối một số quy định trong trường học, đặc biệt là vấn đề liên quan đến việc sử dụng nhà vệ sinh trong giờ học và các quy định về trang phục của học sinh. Các video về các cuộc biểu tình được lan truyền rộng rãi trên TikTok và đồng thời nền tảng này cũng được sử dụng để tổ chức và lan truyền cuộc biểu tình.

## Bối cảnh
Trước khi các cuộc biểu tình xảy ra, nhiều trường học đã thực hiện các quy định hạn chế học sinh sử dụng nhà vệ sinh trong giờ học. Học viện Penrice ở St Austell, Cornwall đã áp dụng một "chương trình thẻ đỏ", cho phép học sinh nữ trong thời kỳ kinh nguyệt sử dụng nhà vệ sinh của trường. Chính sách này đã bị nhiều phụ huynh chỉ trích nặng nề và cáo cuộc việc này là "kiểm soát và cổ hũ", trong khi Trường Cộng đồng Cullompton tại Devon thậm chí còn đã dỡ bỏ cửa nhà vệ sinh nhằm giảm thiểu hành vi chống đối xã hội. Học viện Discovery tại Stoke-on-Trent thì đã lắp cửa sắt ở các nhà vệ sinh và khóa chúng trong giờ học. Ngoài ra, nhiều học sinh còn tức giận vì quy định liên quan đến đồng phục của học sinh và đặc biệt là phần quy định về độ dài của váy đối với học sinh nữ. Tại trường trung học Rainford ở Merseyside, các nữ sinh đã bị nam nhân viên trường kiểm tra độ dài váy, khiến học sinh và phụ huynh cảm thấy khó chịu.

## Biểu tình
Các cuộc biểu tình đã diễn ra trên khắp Vương quốc Anh, nhiều đoạn video về biểu tình đã được chia sẻ rộng rãi trên TikTok. Nền tảng này cùng với nhiều nền tảng truyền thông xã hội khác như Snapchat cũng đã được sử dụng để tổ chức các cuộc biểu tình. Trong ngày 24 tháng 2, tại Học viện Penrice, nhiều học sinh đã phá hỏng các khung thành và lật bàn. Nhiều học sinh sau đó đã bị thương khi cố gắng trèo qua hàng rào. Vào ngày 27 tháng 2, tại trường Homeward ở Tenterden, Kent, lực lượng cảnh sát đã được gọi đến nhằm hỗ trợ kiểm soát cuộc biểu tình. Cùng ngày, một cuộc biểu tình khác cũng đã được diễn ra tại Học viện Neale-Wade ở Fenland, Cambridgeshire khi học sinh sử dụng nhiều thùng rác và lấy nước tiểu ném ra bên ngoài.

## Phản ứng
Nhiều hiệu trưởng đã lên án cuộc biểu tình và yêu cầu các bậc phụ huynh không nên khuyến khích con cái của họ tham gia biểu tình. Nghị sĩ ủng hộ phe bảo thủ và đồng thời cũng từng là giáo viên, Jonathan Gullis đã cho rằng các cuộc biểu tình diễn ra là do ảnh hưởng từ việc giáo viên đình công.